# Groupe d'action dans l'intérêt des animaux
Pour les articles homonymes, voir Gaïa (homonymie).
Groupe d'action dans l'intérêt des animaux (GAIA) est une association belge de défense des droits des animaux. L'association est connue en Belgique pour son sens de la communication et ses campagnes de sensibilisation très médiatisées. Elle se consacre aux animaux utilisés dans le cadre des activités humaines : élevage, industrie de la fourrure, animaux de compagnie, expérimentation animale, cirques, parcs zoologiques.

## Campagnes de communication

### «Faux gras»
Dans le prolongement de ses campagnes contre le gavage des palmipèdes pour la fabrication de foie gras, GAIA commercialise depuis 2009 une terrine végétale présentée comme une alternative.

### Fourrure
En 2011, l'acteur belge Jean-Claude Van Damme participe à une campagne de GAIA contre l'industrie de la fourrure en posant avec un vison écorché. À la suite de cette campagne, l'association est assignée en justice par la Fédération belge de la fourrure, qui perd cependant le procès. En 2013, GAIA lance une campagne en direction des responsables politiques, appelant au vote d'une interdiction de l'élevage d'animaux pour leur fourrure en Belgique, et invitant les internautes à "épiler un président de parti". 

### Élevage de poules en cages
À la suite des campagnes de GAIA, toutes les enseignes de supermarchés de Belgique cessent la vente d’œufs frais de poules élevées en cage en 2008, au profit d’œufs issus de systèmes alternatifs (au sol, en plein-air). Depuis, certains supermarchés remplacent également les œufs de poules en cages utilisés comme ingrédients dans des aliments vendus sous leur marque de distributeur (gâteaux, pâtes, mayonnaise…), ainsi que de nombreuses chaînes de restauration et de marques utilisant des œufs. L'association poursuit des négociations dans le cadre d'une campagne nommée Boycotcot, qui prend aussi la forme d'un jeu vidéo

### Castration des porcelets
En 2009, l'association déverse 20 000 boules roses devant le siège de la Fédération Wallonne de l'Agriculture, et lance en 2010, depuis le Manneken Pis, une « journée sans slip » en "solidarité avec les cochons castrés". Parallèlement, l'association promeut la vaccination contre l'odeur de verrat, une méthode autorisée par l'Union européenne depuis 2009. En avril 2013, la plupart des acteurs de la filière porcine belge signent un accord prévoyant la fin de la castration chirurgicale des porcelets en 2018. Cependant, plusieurs associations d'éleveurs s'opposent à l'immuno-castration en invoquant des coûts élevés et des risques pour la santé. À la suite des campagnes de GAIA, plusieurs enseignes de supermarchés et de restauration rapide belges cessent la vente de viande issue de porcs castrés.

### Abattage rituel
Les lois belge et européenne qui encadrent les pratiques d'abattage des animaux exigent qu'ils soient rendus inconscients avant d'être saignés, mais prévoient une exception pour les abattages exécutés selon les rites religieux juif ou musulman. En 2009, GAIA réalise une enquête filmée dans onze abattoirs de Belgique pratiquant l'abattage rituel sans étourdissement. La vidéo est décrite dans la presse comme "accablante". Sous l'égide du Service public fédéral Santé publique, le Conseil du bien-être animal établit en 2010 que "l'abattage sans étourdissement est inacceptable et engendre une souffrance évitable pour l'animal." En 2012, GAIA rend publique une enquête menée dans des abattoirs temporaires lors de la fête du sacrifice, et appelle à une levée de la dérogation permettant d'abattre des animaux conscients. Le 28 septembre 2014 à Bruxelles, l'association organise une manifestation qui rassemble 7.500 personnes réclamant que tous les animaux soient étourdis avant d'être abattus.

## Autres résultats
- 2019 - GAIA lance une nouvelle campagne sur la viande cultivée[24] et devient la première ONG européenne de défense des droits des animaux à ouvrir le débat sur la « viande sans abattage », réalisée à partir de cellules souches.
- 2010 - À la suite des traitements des chevaux révélés par GAIA lors d'enquêtes[25] dans les filières de viande chevaline au Brésil et au Mexique, les supermarchés belges cessent la vente de viande de cheval en provenance de ces deux pays[26].
- 2009 - La société Allergan développe une méthode in vitro qui évite de recourir à l'expérimentation animale pour produire du Botox[27].
- 2008 - L'interdiction de la chasse aux chats est votée en Flandre. GAIA et d'autres organisations avaient récolté 175000 signatures[28]. L'interdiction sera étendue à la Wallonie en 2015.
- 2005 - Par Arrêté Royal, la détention d'animaux dans les cirques doit répondre aux mêmes normes minimales légales que celles des parcs zoologiques[29].
- 2004 - Condamnation de sept marchands de bétail poursuivis pour infractions à la loi sur le bien-être des animaux au marché de Ciney[30].
- 1995 - Interdiction des courses de chevaux en rues et de la vente de chiens et de chats sur les marchés[31].

## Partenariats et coalitions
- GAIA siège auprès de plusieurs organes de conseil officiels en Belgique sous l'égide du Ministre des Affaires Sociales et de la Santé Publique : le Conseil fédéral du Bien-être Animal et le Comité Consultatif de l'Agence Fédérale pour la Sécurité de la Chaîne Alimentaire (AFSCA).

- GAIA est membre de l’Eurogroup for Animals, un lobby qui œuvre pour une protection légale des animaux au sein de l’UE et joue un rôle de conseil auprès de la Commission européenne et du Parlement européen.

- La Fur Free Alliance (FFA) est une coalition internationale d’organisations de défense des animaux qui milite contre la fourrure, et dont GAIA est le représentant en Belgique.

- La Coalition européenne pour mettre fin à l’expérimentation animale (ECEAE) a été fondée en 1990 et œuvre pour le remplacement des tests sur animaux. La directrice de GAIA, Ann De Greef, est membre de son Conseil d’Administration.

- Le président de GAIA, Michel Vandenbosch, est membre du Conseil d’Administration de Compassion in World Farming (en) (CIWF), une organisation internationale de protection des animaux en élevage.